# Nemzeti Közlekedési Hatóság
Die Nemzeti Közlekedési Hatóság (NKH) war die ungarische Zulassungsbehörde für den Verkehr. Sie wurde 2007 gegründet und hatte ihren Sitz in Budapest. Sie war für den Straßenverkehr, die Luftfahrt und die Eisenbahn sowie die Schifffahrt zuständig.
Mit 31. Dezember 2016 wurde die Behörde abgeschafft und in das Ministerium für Nationale Entwicklung (Nemzeti Fejlesztési Minisztérium) integriert.